# (10325) Bexa
(10325) Bexa (1990 WB2) – planetoida z grupy pasa głównego asteroid okrążająca Słońce w ciągu 3,64 lat w średniej odległości 2,36 j.a. Odkryta 18 listopada 1990 roku.